# 耶律阿息保
耶律阿息保（11世纪—1122年），字特里典。辽国政治人物。契丹五院部人。西北招讨司吏胡劣之孙。
耶律阿息保慷慨有大志，十六岁，以才干补内史。天庆初年，转任枢密院侍御。金国起兵，天祚帝派遣阿息保责问。金兵攻陷宁江州，边兵屡败，再派遣阿息保与耶律章奴等送书，阿息保被金人抓住。之后逃归。天祚帝战败，耶律阿息保转任都巡捕使。天庆六年（1116年），耶律阿息保讨耶律章奴，加领军卫大将军。後为奚六部秃里太尉。阿疏反辽，阿息保被擒。因和阿疏有旧得免。阿疏失败後，耶律阿息保归还。因为作战失利，囚禁在中京几年。保大二年（1122年），金兵至中京，阿息保出狱。担任敌烈皮室详稳。耶律淳称帝，多次以书来招，阿息保封书奏献。石辇铎战败，天祚帝奔逃，召阿息保，阿息保迟到。天祚帝疑他有贰心，杀阿息保。阿息保知国将亡，前后劝谏。死以非罪，时人可惜他。

## 延伸阅读
[在维基数据编辑]
 《遼史·卷101》，出自脱脱《遼史》